# Theo Diepenbrock
Theo Diepenbrock, echte naam Theo Piepenbrock (Mook, 22 december 1932 – Grave, 25 mei 2018), was een zanger van het Nederlandse lied.

## Loopbaan
Hij begon zijn carrière in de jaren vijftig. Hij stond geruime tijd onder contract bij platenmaatschappij Telstar van Johnny Hoes. 
Diepenbrock was zanger, accordeonist en bandleider van Theo Diepenbrock en De Pipo's en daarna van Theo en zijn Troubadours. Zijn bekendste lied  uit die periode was "Met gesloten ogen" in 1968. In 1972 vormde hij samen met Marjan Kampen het duo Theo en Marjan. In hetzelfde jaar behaalden zij hun eerste hit met He schat weet je dat. Hun tweede single was Hela kom met me mee ja.
In 1978 stond de zanger tien weken in de Nederlandse Top 40, waarvan 2 weken op plaats 5 en in totaal 5 weken in de top 10, met het nummer Oh Darling (when we are together, I kiss you te pletter).
Theo Diepenbrock overleed in 2018 op 85-jarige leeftijd. Hij stierf in bejaardentehuis Catharinahof in Grave in het bijzijn van zijn vrouw Toos, met wie hij 52 jaar getrouwd was, en zijn kinderen.